# 峨山韶磧
峨山韶碩（がさん じょうせき、建治元年（1275年）- 正平21年/貞治5年10月20日（1366年11月23日））は、鎌倉時代後期から南北朝時代にかけての曹洞宗の僧。能登国の出身。總持寺第2世。大現宗猷國師。

## 略歴
能登国羽咋郡瓜生田（現在の石川県河北郡津幡町字瓜生）に生まれた。
16歳の時比叡山で出家し、円宗に師事して天台教学を学んだ。一説には白山修験道の行者であったともいう。永仁5年（1297年）、上洛途中の瑩山紹瑾に出会う。
正安元年（1299年）、加賀国大乗寺の瑩山のもとを訪れ、正安3年（1301年）大悟して瑩山禅師にそれを認められた。徳治元年（1306年）瑩山から印可を受け、諸方遍歴の途についた。
元亨元年（1321年）瑩山から嗣法し、洞谷山永光寺（ようこうじ）妙荘厳院において「戒脈」及び『仏祖正伝菩薩戒作法』一巻を受けた。また、瑩山より永光寺首座に任じられ、説法を行っている。
正中元年（1324年）、永光寺首座として大衆20名とともに、總持寺僧堂開堂式のため總持寺へ出向いた。このとき瑩山禅師より總持寺住職を任せられ、拄杖・払子・法衣などを受けた。こうして峨山は總持寺2世となり、その後40年以上にわたって曹洞宗発展の基礎を築いた。
峨山は永光寺に輪住制を置いた先師瑩山にならい總持寺を輪住寺と定めた。門下には「峨山二十五哲」と呼ばれた多くの優れた弟子がいたが、特に太源宗真（普蔵院）、通幻寂霊（妙高庵）、無端祖環（洞川庵）、大徹宗令（伝法庵）、実峰良秀（如意庵）にそれぞれ塔頭寺院を開かせ、總持寺住職はこの五院住職の輪番とした。
暦応3年（1340年）、永光寺住職を兼任することとなり、入寂するまで20余年にわたって両寺を往還しながら全国に教線を拡大した。80歳となった峨山は文和4年（1355年）、陸奥国胆沢郡正法寺住職であった無底良韶を永光寺住職として招請する手紙を送っている。貞治2年（1363年）、三たび永光寺住職となり、また、越前国永平寺に詣でて承陽殿を拝している。貞治3年、總持寺住職の取り決めを定め、選ばれた弟子たちに教えを示したが、これはのちに『山雲海月』という書にまとめられた。
貞治5年（1366年）、91歳で入寂した。昭和12年（1937年）、昭和天皇より大現宗猷国師の国師号宣下を受ける。

## 峨山道
峨山は毎日未明に永光寺の朝課をすますと、13里（約52km）の山道を通って總持寺に向かい朝課を勤めたという伝説がある。この山道を「峨山道」と呼ぶ。總持寺では大悲心陀羅尼を一音ずつ長く引いて読む「大真読」と呼ぶ諷経法があるが、これは永光寺からやってくる峨山を待つために始められたともいう。